# روت أديلي دي فيتري 2022
روت أديلي دي فيتري 2022 هو سباق دراجات هوائية من فئة سباق يوم واحد، وهو الموسم السادس والعشرين من روت أديلي، وأقيم في 1 أبريل 2022 ضمن سباقات طواف أوروبا للدراجات 2022، وشارك فيه 118 متسابقاً ووصل إلى نهايته 98 متسابقاً.
فاز بالمركز الأول Axel Zingle ‏، وبالمركز الثاني Dorian Godon ‏، وبالمركز الثالث Valentin Ferron ‏.

## الفرق
| فرق عالمية (4)- AG2R Citroën Team - Cofidis - Groupama-FDJ - Intermarché-Wanty-Gobert Matériaux فرق برو (9)- بي آند بي هوتيلز 2022 ‏ - بنجوال باوليز ساوكس دبليو بي 2022 ‏ - برجس بي إتش 2022 ‏ - درون هوبر-أندروني جوكاتولي 2022 ‏ - أوسكالتيل أوسكادي 2022 ‏ - Human Powered Health - Arkéa-Samsic - TotalEnergies - أونو اكس برو سايكلنج تيم 2022 ‏ فرق قارية (6)- إي أف إديوكيشن - نيبو تيم 2022 ‏ - Van Rysel–Roubaix ‏ - Nice Métropole Côte d'Azur ‏ - سانت ميشيل-أوبير 93 2022 ‏ - Team Lotto–Kern Haus ‏ - CIC U Nantes Atlantique ‏ |  |
| |  |

## التصنيف العام النهائي
| التصنيف العام         | التصنيف العام    | التصنيف العام | التصنيف العام                      | التصنيف العام |
| العداء                | العداء           | البلد         | الفريق                             | الوقت         |
| --------------------- | ---------------- | ------------- | ---------------------------------- | ------------- |
| 1                     | Axel Zingle ‏     | فرنسا         | Cofidis                            | 4 س 26 د 38 ث |
| 2                     | Dorian Godon ‏    | فرنسا         | AG2R Citroën Team                  | + 0 ث         |
| 3                     | Valentin Ferron ‏ | فرنسا         | TotalEnergies                      | + 0 ث         |
| 4                     | Kévin Vauquelin ‏ | فرنسا         | اركيا سامسيك                       | + 0 ث         |
| 5                     | أنتوني بيريز     | فرنسا         | Cofidis                            | + 7 ث         |
| 6                     | ايمانويل مورين   | فرنسا         | CIC U Nantes Atlantique ‏           | + 7 ث         |
| 7                     | Joshua Huppertz ‏ | ألمانيا       | Team Lotto–Kern Haus ‏              | + 7 ث         |
| 8                     | ليليان كالجمان   | فرنسا         | AG2R Citroën Team                  | + 7 ث         |
| 9                     | كوينتن هيرمانز   | بلجيكا        | Intermarché-Wanty-Gobert Matériaux | + 7 ث         |
| 10                    | Ángel Fuentes ‏   | إسبانيا       | برجس بي إتش ‏                       | + 7 ث         |
| مصدر: ProCyclingStats |                  |               |                                    |               |

## وصلات خارجية
- الموقع الرسمي
- لمحة عن سباق روت أديلي دي فيتري 2022 على موقع  ProCyclingStats   (برو  سايكلنج  ستاتس) - إحصاءات  محترفي  الدراجات.
- روت أديلي دي فيتري 2022 على موقع إحصائيات الدراجات الإحترافية (الإنجليزية)